# 外苑前站
外苑前站（日语：／ Gaiemmae eki */?）是位於日本東京都港區北青山二丁目，屬於東京地下鐵銀座線的鐵路車站。車站編號是G 03。

## 歷史
- 1938年（昭和13年）11月18日：東京高速鐵道（日语：東京高速鉄道）青山六丁目（現：表參道）－虎之門之間通車，並設置青山四丁目站。
- 1939年（昭和14年）9月16日：改稱外苑前站。
- 1941年（昭和16年）9月1日：東京高速鐵道與東京地下鐵道統合成帝都高速度交通營團（營團地下鐵）。
- 1954年（昭和29年）8月27日：擬定車站拓寬工程[2]。
- 1955年（昭和30年）5月1日：因提升銀座線而運行的4輛編組列車在停靠本站時，淺草方向1輛車廂不開門[2]。
- 1957年（昭和32年）7月1日：月台延伸，可停靠6輛編組列車[3]。
- 1995年（平成7年）7月：月台、大廳拓寬與剪票口、出入口新設等改善工程動工[4]。
- 1999年（平成11年）10月8日：東側剪票口、出口開始使用。
- 2001年（平成13年）1月：改善工程完工。總工程費約45億7000萬日圓[4]。
- 2004年（平成16年）4月1日：伴隨營團地下鐵的民營化，由東京地下鐵繼承。

### 站名由來
因鄰近明治神宮外苑而命名為「外苑前站」。

## 車站
2面2線對向式月台的地底車站。
青山一丁目站－表參道站之間的青山通地底除銀座線外還有半藏門線完全並行，但此站未有設置半藏門線月台。
1995年起進行的改善工程完工後，牆壁面展示神宮外苑的風景畫。

### 月台配置
| 月台 | 路線   | 目的地           |
| ---- | ------ | ---------------- |
| 1    | 銀座線 | 表參道、澀谷方向 |
| 2    | 銀座線 | 銀座、淺草方向   |

（來源：東京地下鐵:構內圖（页面存档备份，存于））

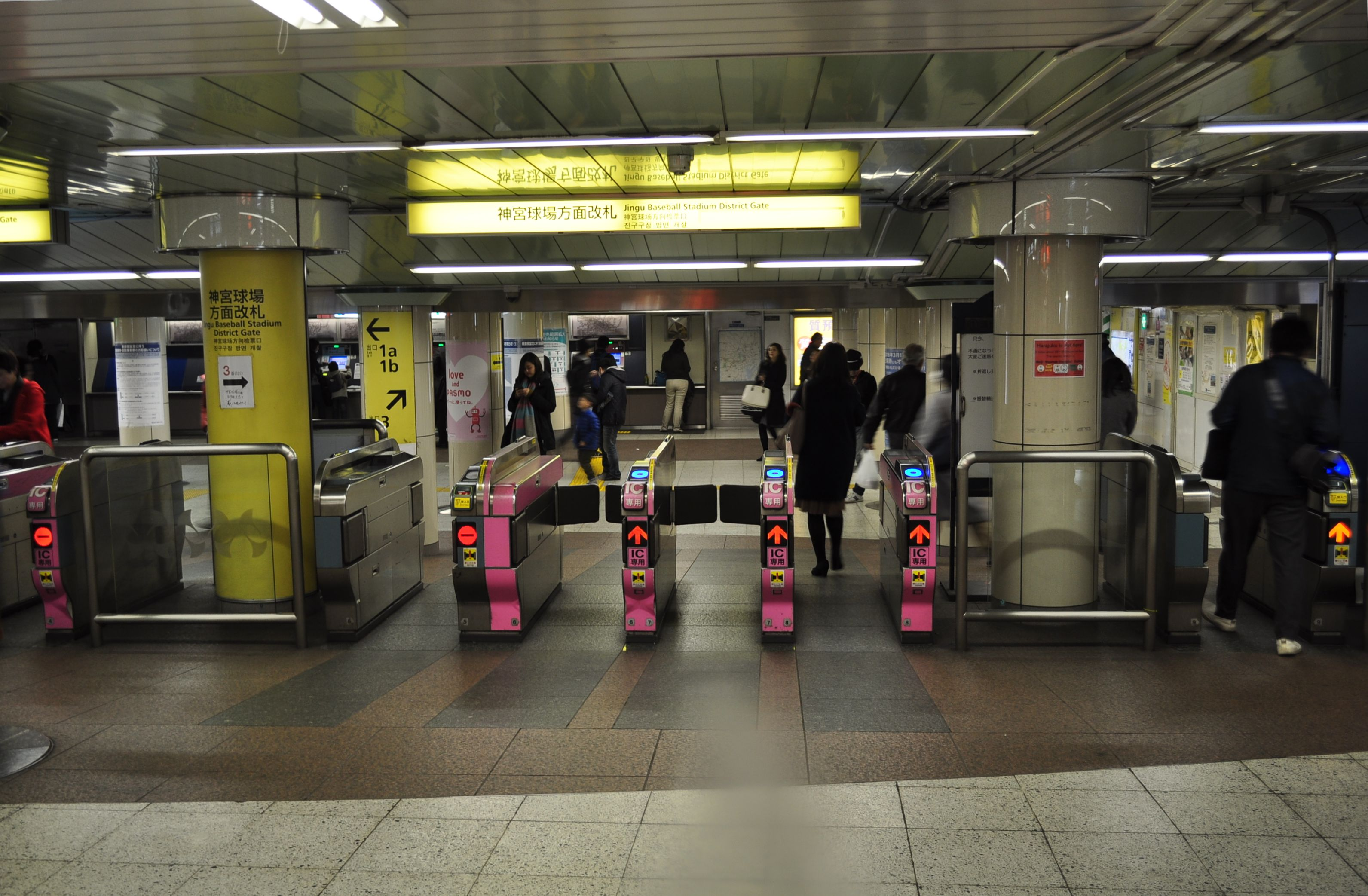
神宮球場方向閘口（2018年3月3日攝）
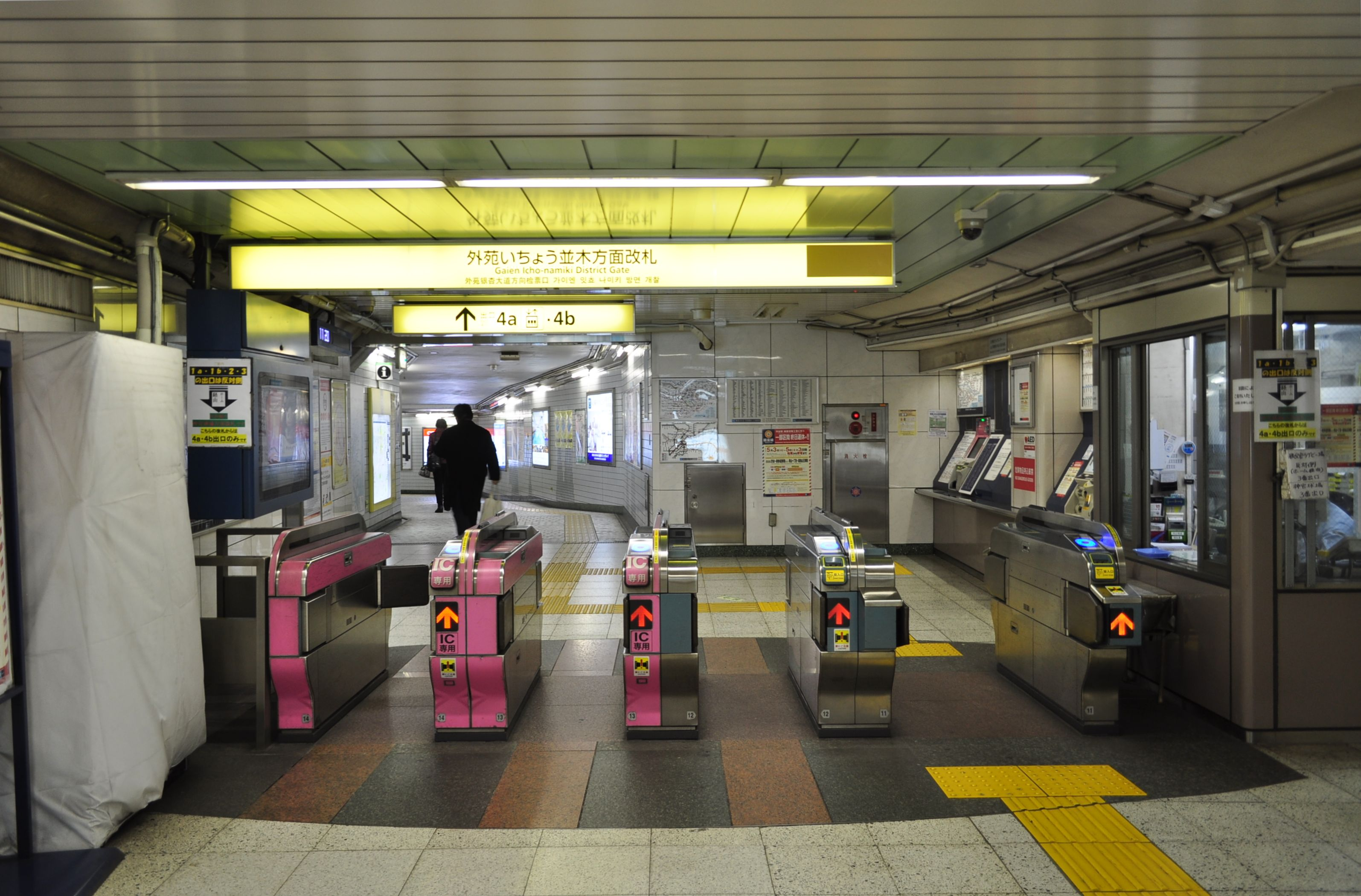
外苑Ichō並木方向閘口（2018年3月25日攝）
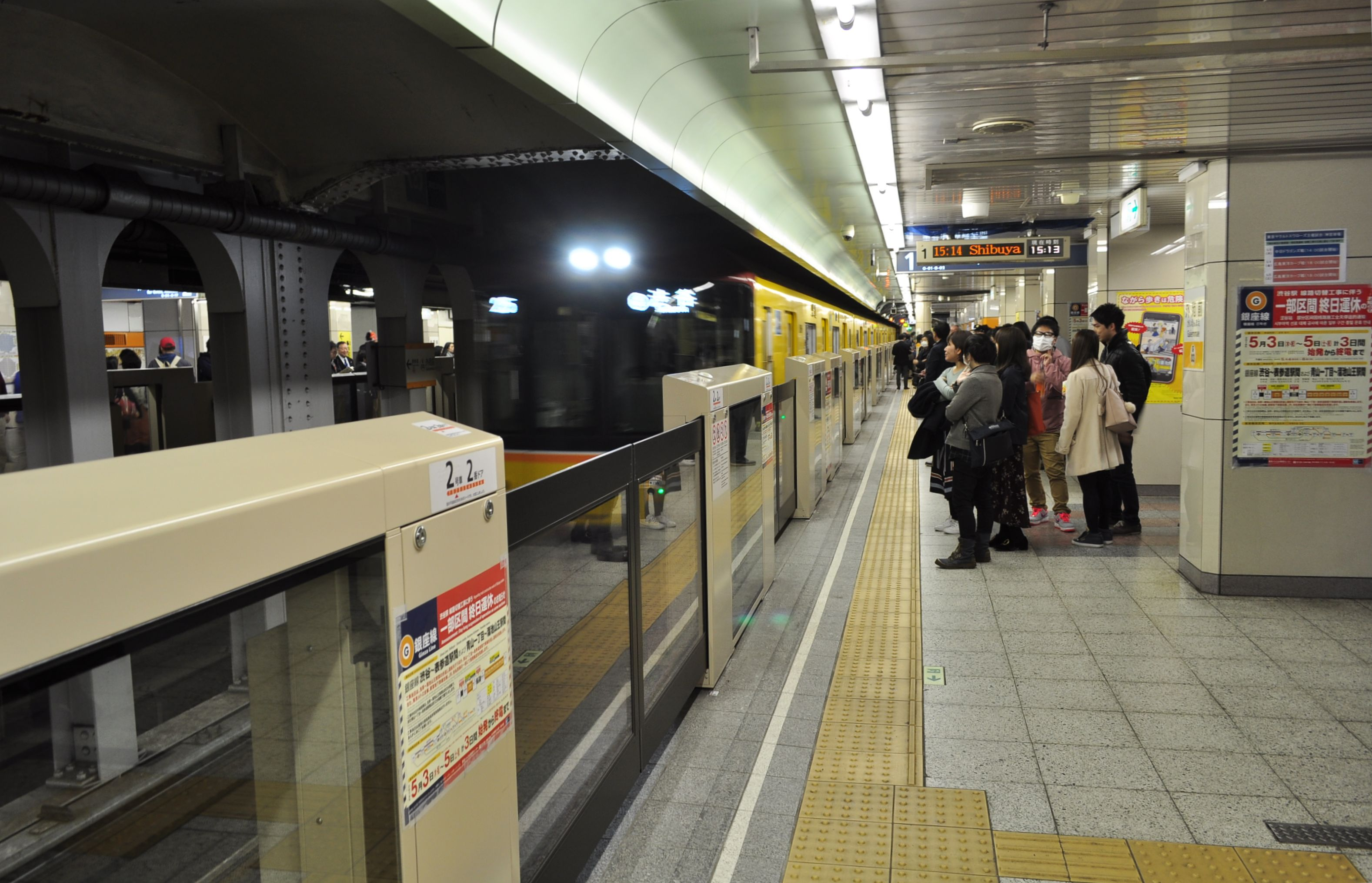
往淺草方向月台（2018年3月24日攝）
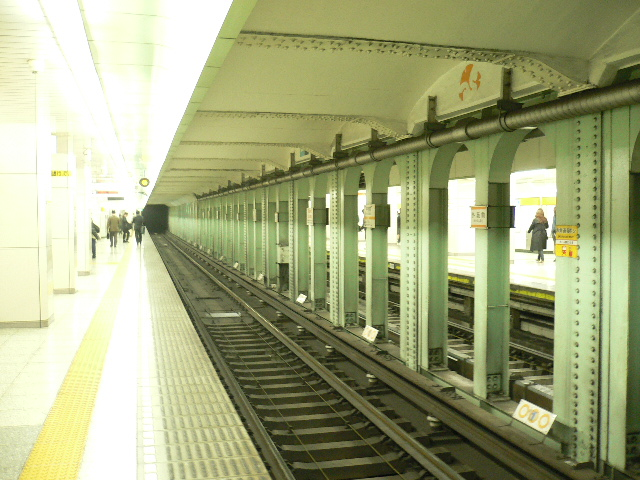
淺草方向月台（2005年3月29日）

### 車站閘內設備
過去由於月台狹小，剪票口只有1個、出口2個，當神宮外苑地區有活動舉行時，人多聚集令車站變得十分繁忙及擠迫，近年經改善工程後，狀況已緩和。
- 剪票口於地下1樓有2個（西側神宮球場方向供1－3號出口用；東側外苑並木方向供4號出口用）、月台位於地下2樓。
- 商店於地下1樓西側閘口內。
- 沒有等待區。
- 洗手間於地下1層兩剪票口附近。
- 升降機在4a出口，連接地面至大堂。
- 電動扶梯於東側剪票內，連接大堂至月台。

### 出入口
| 出入口                | 往地面 電扶梯 | 照片 | 周邊設施、建物                         |
| --------------------- | ------------- | ---- | -------------------------------------- |
| 1a                    |               |      | 關閉中                                 |
| 1b                    |               |      |                                        |
| 2                     |               |      | 關閉中                                 |
| 3                     |               |      | 神宮球場 / 秩父宮橄欖球場 / 日本青年館 |
| 4a*                   |               |      | 伊藤忠大樓                             |
| 4b*                   |               |      | 青山OM-SQUARE                          |
| *出入口有開放時間限制 |               |      |                                        |

## 利用狀況
2017年度1日平均上下車人次為82,616人。各年度1日平均上下車人次如下表。
| 年度               | 1日平均 上下車人次 | 1日平均 上車人次 | 來源     |
| ------------------ | ------------------ | ---------------- | -------- |
| 1992年（平成04年） |                    | 33,660           | [ * 1 ]  |
| 1993年（平成05年） |                    | 32,671           | [ * 2 ]  |
| 1994年（平成06年） |                    | 31,797           | [ * 3 ]  |
| 1995年（平成07年） |                    | 31,910           | [ * 4 ]  |
| 1996年（平成08年） |                    | 31,666           | [ * 5 ]  |
| 1997年（平成09年） |                    | 31,858           | [ * 6 ]  |
| 1998年（平成10年） |                    | 32,016           | [ * 7 ]  |
| 1999年（平成11年） |                    | 32,295           | [ * 8 ]  |
| 2000年（平成12年） |                    | 33,468           | [ * 9 ]  |
| 2001年（平成13年） |                    | 33,866           | [ * 10 ] |
| 2002年（平成14年） |                    | 34,340           | [ * 11 ] |
| 2003年（平成15年） | 70,999             | 34,699           | [ * 12 ] |
| 2004年（平成16年） | 71,430             | 34,458           | [ * 13 ] |
| 2005年（平成17年） | 71,798             | 34,466           | [ * 14 ] |
| 2006年（平成18年） | 72,628             | 34,838           | [ * 15 ] |
| 2007年（平成19年） | 74,823             | 36,167           | [ * 16 ] |
| 2008年（平成20年） | 74,688             | 36,164           | [ * 17 ] |
| 2009年（平成21年） | 75,284             | 36,321           | [ * 18 ] |
| 2010年（平成22年） | 75,029             | 36,153           | [ * 19 ] |
| 2011年（平成23年） | 74,123             | 35,822           | [ * 20 ] |
| 2012年（平成24年） | 75,377             | 36,573           | [ * 21 ] |
| 2013年（平成25年） | 76,969             | 37,230           | [ * 22 ] |
| 2014年（平成26年） | 75,934             |                  |          |
| 2015年（平成27年） | 76,401             | 36,779           | [ * 23 ] |
| 2016年（平成28年） | 78,309             | 37,778           | [ * 24 ] |
| 2017年（平成29年） | 82,616             |                  |          |

## 車站周邊
- 明治神宮外苑
  - 明治神宮棒球場（神宮球場） - 東京六大學棒球、東都大學棒球（日语：東都大学野球連盟）等大學棒球（日语：日本の大学野球）聖地、的主球場。
  - 國立霞丘陸上競技場
    - 秩父宮欖球場（日语：秩父宮ラグビー場） - 與東大阪市花園欖球場（日语：東大阪市花園ラグビー場）並列的欖球界聖地。
- 青山公園北地区
- TEPIA（日语：テピア）（機械產業紀念館）
- 東京都立青山高等學校
- 國學院高等學校（日语：國學院高等学校）
- 港區立青山小學（日语：港区立青山小学校）
- 愛沙尼亞駐日大使館
- 巴西駐日大使館
- 赤坂消防署（日语：東京消防庁第一消防方面本部）
- 東京女子醫科大學附屬青山醫院
- 外苑前郵政局
- 東日本銀行（日语：東日本銀行）青山支店
- 伊藤忠商事 東京本社
- 殺手通（青山殺手通、外苑西通→東京都道418號北品川四谷線）
- 青山Bell Commons（日语：青山ベルコモンズ）
- 青山M's Tower（日语：青山エムズタワー）
  - 東急Stay青山Premier（日语：東急ステイ#ホテル）
  - 東急Stay青山RESIDENCE（日语：東急ステイ#賃貸住居）
- 甲骨文青山中心（4b號出口直接連結）
  - 日本甲骨文（日语：日本オラクル）

## 巴士路線
直至2000年12月11日為止，車站上方的青山通只有都營巴士的茶81系統運行。約9年3個月後的2010年3月24日起開始行駛下述路線。
- 港區社區巴士『Chii-Bus（日语：ちぃばす）』（富士特快（日语：フジエクスプレス））
  - <青山線> 青山一丁目站前、赤坂見附站方向/表參道站、六本木新城方向

## 其他
東京地下鐵使用通勤、通學定期券券面指定的乘車路線，中途下車是不可以的，但表參道－青山一丁目間可經銀座線或半藏門線均可乘車，經半藏門線的定期券，在沒有半藏門線月台的外苑前站下車亦可，屬於特殊例子。

## 相鄰車站
東京地下鐵
 銀座線
表參道（G 02）－外苑前（G 03）－青山一丁目（G 04）

### 利用狀況資料來源
東京都統計年鑑
1. ↑  .   [2016-04-20]. （原始内容存档于2013-08-15）.
2. ↑  .   [2016-04-20]. （原始内容存档于2013-02-03）.
3. ↑  .   [2016-04-20]. （原始内容存档于2013-02-03）.
4. ↑  .   [2016-04-20]. （原始内容存档于2013-02-03）.
5. ↑  .   [2016-04-20]. （原始内容存档于2013-02-03）.
6. ↑  .   [2016-04-20]. （原始内容存档于2016-03-04）.
7. ↑  東京都統計年鑑（平成10年）PDF
8. ↑  東京都統計年鑑（平成11年）PDF
9. ↑  .   [2016-04-20]. （原始内容存档于2016-03-04）.
10. ↑  .   [2016-04-20]. （原始内容存档于2016-03-04）.
11. ↑  .   [2016-04-20]. （原始内容存档于2017-07-29）.
12. ↑  .   [2016-04-20]. （原始内容存档于2017-07-29）.
13. ↑  .   [2016-04-20]. （原始内容存档于2017-07-29）.
14. ↑  .   [2016-04-20]. （原始内容存档于2017-07-29）.
15. ↑  .   [2016-04-20]. （原始内容存档于2017-07-29）.
16. ↑  .   [2016-04-20]. （原始内容存档于2017-07-29）.
17. ↑  .   [2016-04-20]. （原始内容存档于2017-07-29）.
18. ↑  .   [2016-04-20]. （原始内容存档于2016-03-26）.
19. ↑  東京都統計年鑑（平成22年）[永久]
20. ↑  東京都統計年鑑（平成23年）[永久]
21. ↑  東京都統計年鑑（平成24年）[永久]
22. ↑  東京都統計年鑑（平成25年）[永久]
23. ↑  .   [2019-01-05]. （原始内容存档于2018-11-09）.
24. ↑  .   [2019-01-05]. （原始内容存档于2019-05-02）.

## 外部連結
- 外苑前/G03 | 路線・車站資訊 | 東京地下鐵